# Ambonnay
Ambonnay település Franciaországban, Marne megyében. Lakosainak száma 962 fő (2022. január 1.). Ambonnay Trépail, Condé-sur-Marne, Bouzy, Isse, Tours-sur-Marne, Vaudemange, Verzy és Val-de-Livre községekkel határos.

## Népesség
A település népességének változása:
| Lakosok száma | 858  | 801  | 917  | 957  | 957  | 976  | 970  | 957  | 965  | 962  |
|               | 1968 | 1982 | 1990 | 2006 | 2013 | 2015 | 2017 | 2019 | 2020 | 2022 |